# Distrito de Mariscal Cáceres (Camaná)
El distrito de Mariscal Cáceres, (conocido como distrito de San José),  es uno de los ocho que conforman la provincia de Camaná en el departamento de Arequipa, bajo la administración del Gobierno regional de Arequipa, en el Sur del Perú.
Desde el punto de vista jerárquico de la Iglesia católica forma parte de la Prelatura de Chuquibamba en la Arquidiócesis de Arequipa.

## Historia
El distrito fue creado mediante Ley n.º 9999 del 3 de noviembre de 1944, en el gobierno del Presidente Manuel Prado Ugarteche.

## Personajes ilustres

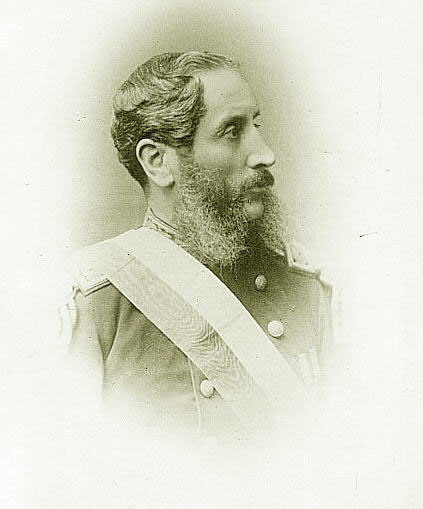
Mariscal Cáceres (1833 - 1923)

- Andrés Avelino Cáceres fue tres veces Presidente del Perú en el siglo XIX, entre 1884 y 1885, entre 1886 y 1890 y nuevamente entre 1894 y 1895. En Perú es considerado un héroe nacional por liderar la resistencia en la sierra central peruana contra la ocupación de Chile durante la guerra del Pacífico (1879-1883), siendo general del ejército peruano. Allí fue conocido como Taita Cáceres y El brujo de los Andes. Era también quechua-hablante. Es considerado patrono del Arma de Infantería del Ejército Peruano.

## Autoridades

### Municipales
- 2023-2026 (actualmente)
  - Alcalde: Julio Elías Valencia Zapana
- 2019-2022
  - Alcalde: Jaime Isaías Mamani Álvarez
- 2015-2018[3]
  - Alcalde: Walter Wilfredo Calisaya Troncoso

### Religiosas
- Obispo Prelado: Mons. Jorge Enrique Izarrigue Rafael, CSC (11 de mayo de 2015 - presente)

## Festividades
- Semana Santa.
- San Antonio.
- San Pedro.
- Virgen de la Asunción.

## Turismo
- Los Huachanacos, Carnavales.